# Cuitláhuac (Veracruz)
Cuitláhuac es una localidad mexicana ubicada en el estado de Veracruz, cabecera del municipio homónimo.

## Toponimia
Cuitláhuac proviene de las raíces nahuas la cual significa “ Alga disecada”. 
También conocido como "San Juan de la Punta" tuvo el asiento de la cultura totonaca y la principal significación cultural en la zona se dio a través de Quauhtochco (carrillo puerto) y Palmillas hoy municipio de Yanga

## Historia
Su gobierno inicia en el año del Ome Tecpatl (Dos pedernal), y termina en diciembre de ese mismo año en 1520, su reinado fue muy efímero al durar solo de julio a diciembre. Era hijo del supremo señor Axayácatl y hermano de Moctezuma, que al morir este fue designado TLATOANI, quién preparó al ejército y atacó a los españoles en la llamada “noche triste”, cuando derrotó a Hernán Cortes y su tropa derrotándolos en la vieja calzada que comunica a Coyoacán, haciéndolos huir a Tlaxcala, esa victoria le valió el título de Rey y en tono reverencial era llamado Cuitlahuatzin, esto es “ nuestro señor Cuitlahuac”. Este gran Guerrero murió a finales de 1520 a causa de una infección de viruela cuya enfermedad fue introducida por los mismos españoles, la cual causó su muerte. ( tomado del Plan Municipal de desarrollo 2001-2004 página 25)
En los albores de la conquista española, existían varios señoríos en esta zona:
- Ahauializapan = Orizaba
- Tototlán = Córdoba
- Quauhtochco = Carrillo Puerto
- Cuetlaxtlán = Cotaxtla

Al parecer el territorio en el que actualmente se levanta Cuitlahuac perteneció al señorío de Tototlán (Córdoba) o al de Quauhtochco Carrillo Puerto).

### Periodo colonial
En 1522, afianzada la conquista, a Hernán Cortes le interesaba trazar y controlar los caminos entre la capital de la Nueva España y Veracruz. Existían dos caminos principales: uno que atravesaba el Río de la Antigua, salía a Rinconada y pasaba por Xalapa y Perote, y el otro que atravesaba por lo que serían las villas de Córdoba y Orizaba, y por tanto Cuitlahuac, que por cercanía se aprovechaba como mesón para muchos caminantes.
En 1539, las tierras se reparten entre los conquistadores. Cortés es dueño, entre otros pueblos, de Cotaxtla, Tuxtla y Rinconada, los cuales formaban parte de su Marquesado del Valle, Aguirre Beltrán investigador Veracruzano expresa” Bastaba ser hijo de español para recibir como compensación a los desvelos y servicios de los antepasados. 
En 1560 el 20 de mayo Francisco de Mendoza, hijo del primer Virrey, dio posesión a Hernando de Rivadeneyra, emparentado con el tesorero real, alto y funcionarios de amplias extensiones de tierras en Orizaba y Tehuacán , y en el último tercio del siglo XVI se le mercedó un amplio territorio que comprendía el sitio donde se levanta Cuitláhuac. 
Entre 1580 y 1590 se funda como consecuencia de la necesidad del comercio, el camino real Veracruz – México, en la vera de ese camino, en tierras propiedad de Hernando de Rivadeneyra, pasando por una estancia denominada la Punta (que hoy conocemos como Cuitláhuac.)
En 1600 por razones de estrategia y para proteger la ruta a Veracruz, los españoles establecieron un mesón o hacienda) en un lugar conocido como Trapiche Meza y de las cuales hoy existen sólo ruinas.
Entre 1605 y 1609, los negros cimarrones escaparon de las haciendas que los esclavizaban, asolaban las inmediaciones del actual pueblo de San Juan de la Punta, Palmillas, Tumbacarreta, en donde asaltaban convoyes que transitaban por el camino México – Veracruz.
En 1609, el Obispo de Puebla, el Dominico Alonso de la Mota y Escobar dejó impreso en sus “memoriales” la más antigua referencia sobre este poblado –Cuitláhuac-. Comienza su relato “.... estando durmiendo como a la una de la noche vinieron dos hombres vecinos de la Puebla a decirme que unos negros de los alzados, robaron sus cajas con dinero y como cien pesos y le mataron a un hermano suyo, de hasta 12 años, yo hice llevar al niño muerto a la estancia de Rivadeneyra, y lo hice enterrar en una capilla que allá hay—El prelado comunicó el suceso al Virrey de la Nueva España, Luis de Velasco II, Márques de Salinas. Después de Andar 7 Leguas de camino favorable, rodeado de sus criados y acompañado del padre visitador de Santiago Huatusco, Pedro de Cabrero, llegó el Viernes 4 de Diciembre (1609), a la estancia de la Punta (Cuitláhuac), propiedad de Hernando de Rivadeneyra, se hospedó en la casa de un mulato hijo suyo, trasladándose a posteriormente a cotaxtla.....”
En 1617 cuando el Obispo de la Mota realizó su octava visita, recorrió Alpatláhuac, Coscomatepec, Chocamán, la Venta de Zacatepec, la Estancia de la Punta (Cuitláhuac), Santiago Huatusco, (Carrillo Puerto), y Cotaxtla. En esa ocasión llegó el día 20 a la Venta de Zacatepec (cerca de Córdoba), donde le dio gota en la mano izquierda, pese a lo cual confirmó 49 criaturas. En este mismo día el Obispo pasó a la Estancia de la Punta, donde durmió y estuvo convaleciente de la gota. El 23 de diciembre llegó en silla de mano a Santiago Huatusco y el 27 arribó a Cotaxtla, terminando el año en la estancia de Riaño del pueblo de Tlalixcoyan.
En 1618, un negro de estirpe real, de nacionalidad Bran o Yang – Bara de la Tribu de los Dincas, en el Alto Nilo Africano, de nombre Yanga, acaudilló un movimiento libertario y apoyado por un negro de Angola Francisco de la Motosa quien habita tomando el nombre de su antiguo amo, la gente de Yanga bajaba constantemente hasta la sierra llamada de los Micos ubicada en la Estancia de la Punta,(Cuitlahuac), para asaltar a los viajeros que transitaban por el Camino Real Veracruz – México.
El Virrey Luis de Velasco II, ordena a Pedro González de Herrera, vecino de Puebla, y a dos Jesuitas de nombres Laurencio y Juan Pérez combatir a los insurrectos, sus tropas de componían de 100 soldados. Después de una serie de acciones los expedicionarios lograron derrotar a los insurrectos. González Herrera ganó la batalla, pero no la guerra, puesto que los negros no se dejaron congregar, después de vanos esfuerzos e infecundas persecuciones se acuerda negociar con ellos y fundan San Lorenzo de los Negros, más tarde san Lorenzo de Cerralvo, hoy Yanga.
Para 1618 se funda la Villa de Córdoba por gestiones del Virrey Diego Fernández de Córdoba, con motivo del centro mismo donde vivían un elevado número de españoles, con el fin de proteger sus intereses económicos de todos los ricos españoles, ya establecidos.
En 1620 la Estancia de la Punta ( Cuitláuac) prosperó rápidamente, y al fundarse el pueblo de San Lorenzo de los Negros quedó sujeto a la Doctrina de San Juan de la Punta.
En 1735 el 19 de junio un grupo de cómo 500 cimarrones atacaron al cura de San Juan de la Punta. Quienes encabezaron el ataque fueron el mulato Miguel de Salamanca, y los negros José Pérez y José Tadeo alias el “Carpintero”.
Por órdenes de Félix Chacón de Medina, Alcalde Mayor, ofreció la libertad de los esclavos a cambio de entregar a los negros conflictivos, Antonio Fermín español entregó a los negros tanto a José Pérez y ha José Tadeo, quienes fueron ahorcados en la plaza pública de la Villa de Córdoba en 1737.
A partir de 1746 San Juan de la Punta, forma parte de la Jurisdicción de la Villa de Córdoba. En 1777 San Juan de la Punta cuenta ya con 4 caminos
1. Ruta Córdoba – San Lorenzo de Cerralvo – San Juan de la Punta con una desviación para enlazar a Omealca.
2. Ruta San Juan de las Punta – Tlalixcoyan – Veracruz
3. Ruta San Juan de la Punta - Santiago Huatusco - hacienda San Diego, cerca al Río Jamapa – Medellín – pasando por Cotaxtla.
4. Ruta San Juan de la Punta – Amapa – Santa Rita – los Naranjos – Otatitlán y Tlacotalpan y Tuxtepec. En los Naranjos convergía una desviación a omealca. ( carta Geográfica del sur de Veracruz e Istmo de Tehuantepec).

En 1803 la Jurisdicción de Córdoba se forma de 8 pueblos con sus curatos ( parroquias), entre las cuales figuraba San Juan de la Punta.
Para 1830 San Juan de la Punta, tenía 44 nacidos y 49 muertos, cuenta con una escuela de Primeras Letras y una Iglesia techada con tejas y en las Haciendas de su Jurisdicción fabricaban azúcar, tenía además un alambique para destilar aguardiente de caña, sus vecinos tenían 84 toros, 353 vacas, 81 caballos, 47 yeguas, 188 mulas y 16 burros, pasan por su territorio 4 Ríos: Blanco, Atoyac, Seco y Zapote.
Para Vicente Segura = San Juan de la Punta dista de Córdoba 7 leguas, tiene al oriente el pueblo de Santiago Huatusco, que dista 4 leguas, al poniente San Lorenzo de Cerralvo, que dista 3 Leguas, al Norte montañas del cerro los micos en 2 leguas, al sur la hacienda de toluquilla que dista 2.5 leguas. La Punta ( Cuitláhuac) es Cabecera de curato y le corresponden las comunidades de Paso del Macho, y Santiago Huatusco.
Para 1886 el Presupuesto Municipal se integra por $ 569 pesos de ingresos y $ 562 de Egresos. De los cual el Gobierno Federal aporta $ 63 pesos y el resto se obtiene a base de contribuciones Directas y arbitrios diversos.
En 1885 el Coronel Luciano Luna, jefe Político del Cantón de Zongolica es nombrado por el Gobierno Estatal, para encabezar la expedición persecutoria contra 100 rebeldes que encabezan Faustino Mora, levantados en armas en san Juan de la Punta ( Cuitláhuac ).
En 1888 se han unido por teléfono Córdoba con Amatlán, Cuichapa, Yanga y Cuitláhuac en una red de 39 millas.

### Siglo XX
En 1909 Cándido Aguilar, decide participar en el Partido anti releccionista como opositor al régimen del General Porfirio Díaz. De esta forma se integran los clubes para apoyar a Francisco Madero, como candidato a la Presidencia de la República, así más tarde lanzando la consigna encabezada por Rafael Tapia, Cándido Aguilar, Antonio Portas , Rosendo Garnica, Teódulo Córdoba, Pedro Meza, Antonio Contreras, A. Estadía, Julián Hernández, Domingo Calixto, Teófilo Medina, Juan Ramírez, Miguel Contreras, y Fernando Cueto, el 28 de noviembre de 1910 en la localidad de Dos Caminos perteneciente a Cuitlahuac, se reúnen para formar un ejército y al grito de : Libertad y no Reelección, Viva la Revolución, Viva Madero, se lanzan a la revuelta.
En Cuitláhuac entra el General Gaudencio de la Llave, al frente de las tropas federales, que obliga a los revolucionarios, retirarse hacia Omealca y Tenejapan.
En 1916, en sesión extraordinaria se reunieron en la casa del C. Mariano Morales, Presidente de la Junta de Gobierno, para expresar que: Siendo las 11: 30 horas hemos sido hecho prisioneros por tres individuos de tropa de las fuerzas rebeldes, comandadas por el que se dice General David Cosar y llevados ante su presencia a una pieza que ocupa en la casa que habita el Administrador de la casa del señor Néstor Cuesta C. Domingo Ávila en donde el mismo Cósar nos dirigió la palabra en estos ó parecidos términos; “ los he llamado para que me hagan el favor de entregarme los fondos de la Tesorería después de contestar a dicha petición que lo que había era una cantidad tan insignificante que apenas si alcanzaría para el pago de empleados; insistió el aludido Cósar que nosotros sabíamos lo que hacíamos, pero que él sabía que había en caja $ 400.00 y que se les entregaran en el acto; que viéndonos cercados por el Estado Mayor y varios individuos de tropa con las armas en la mano y la actitud del citado Cósar, con el fin de no ser objeto de más bejaciones y atropellos y con peligro de nuestra vidas por parte de dicho individuo optamos por hacer entrega de la cantidad de $ 400.00 haciendo por la fuerza al C. Secretario escribir el recibo firmándole al que se dice General David Cósar, cuyo recibo a la letra dice : “recibí de la Junta de Administración Civil de este Municipio la Cantidad de $400.00 Cuatrocientos pesos. La Punta Febrero 18 de 1916=David Cósar= Rubrica” con lo que terminó esta acta levantándose la presente para dar cuenta al C. Gobernador del estado, firmando el Presidente, Vocal 1º y 2º y Secretario.

### Guerra Cristera
En 1927 informa que la guarnición de San Juan de la Punta ha sido asaltada por un grupo de Cristeros, que después fueron dispersados por el 13 regimiento. Les fueron recogidos un estandarte de la Virgen de Guadalupe y luego perseguido por toda la región hasta exterminar al núcleo. Se trataba de una gavilla formada por 30 hombres al mando de Herminio Acosta, fue dispersada por el 13 regimiento en la región de San Juan de la Punta ( Cuitláhuac). ( publicación periodística Excelsior,10/II/1927).
En 1932 el Gobernador Interino del estado Miguel Aguillón Guzmán, obtiene facultades del Congreso para cambiar las denominaciones a las poblaciones del estado con alguna invocación religiosa, sustituyéndolas por nombres originales ( héroes Nacionales), o por los de Veracruzanos Ilustres. Así se llega a denominar Cuitláhuac, en honor al décimo emperador Azteca y héroe de la Defensa de Tenochtitlan. En el mismo municipio las congregaciones de San Francisco y San José de Abajo cambian a Mata Clara e Ignacio Vallarta respectivamente.
En 1933 Gonzalo Vázquez Vela, nuevo Gobernador del estado, informa que vecinos del Municipio de Cuitláhuac, se han quejado de sus Autoridades Municipales, y por lo tanto se han dirigido al Congreso del Estado, para solicitar desaparecer esos poderes e instalar nuevos ( el Presidente Municipal en funciones era el Sr. Pedro García.
En 1944 se termina la construcción de la carretera Córdoba – Veracruz, y con esta obra se beneficia el Municipio de Cuitláhuac, que ha iniciado un desenvolvimiento vigoroso, pues sus tierras son muy ricas propias para el cultivo de plátano, caña de azúcar, tabaco, naranja, mango.
Para 1945, se han triplicado los cultivos de caña de azúcar destinados para producir piloncillo; operan 19 trapiches, alguno movidos por electricidad y otros por tracción animal.
Se mantiene con toda fuerza el potente sistema de tianguis o día de plaza una vez a la semana, al que concurren vecinos de las Rancherías, principalmente el día Domingo.
En 1956 Cuitláhuac, es elevada a la categoría de Villa el 22 de noviembre por el Decreto 58 de la H. Legislatura del estado, que en acto solemne el Diputado Alfredo Arreola Molina da a conocer a todo el Pueblo en general.
En 1973 por Decreto Número 173 del 22 de noviembre, expedido por la H. Legislatura del estado, considerando ”El Progreso alcanzado en los órdenes económicos y demográficos” por la Villa de Cuitlahuac, se le concede el Título de Ciudad, sancionando el Decreto el Gobernador del estado Rafael Murillo Vidal, siendo Presidente Municipal el Sr. Esteban Fernández Olvera. En 1980 se formaliza el sistema de autotransporte Cuitlàhuac-Carrillo Puerto.
En 1981 en el mes de marzo por medio de la prensa se dirige al Presidente de la República Lic. José López Portillo, y al Gobernador del estado Lic. Agustín Acosta Lagúnez, que restituyan a las Autoridades Municipales el Palacio Municipal y la Comandancia de Policía que las Columnas Volantes desalojaron en días pasados. Piden el esclarecimiento de las muertes del Delegado de la CNC Efrén Zapata Morales, del Secretario del Ayuntamiento Lic. Juan Reyes Morales, del Dr. Laurencio Martínez Rincón y del Secretario de gestoría del Comité Municipal del P.R.I., Francisco Camarillo Mora, firman el Documento los Dirigentes Ejidales, Agentes Municipal y el Presidente Municipal Amado Cabrera Durán. (publicación aparecida en el Excelsior 29/III/1981).

### Movimientos sindicales
En 1924 a nivel nacional quedó constituida la Federación Nacional Trabajadores Azucareros afiliada a la CROM.
En 1925 se constituye la Federación de Trabajadores Azucareros del Estado de Veracruz, reunidos delegados sindicales de la región Córdoba- Orizaba, en Xalapa en donde asisten Delegados de los trabajadores de San José de Abajo.
En 1945 un grupo del Sindicato del Ingenio san José de Abajo y colonias azucareras se separa de la CROM debido a la desatención en que los mantienen, derivado de lo anterior se constituye la sección 107 del Sindicato Nacional Azucarero miembro de la C.T.M., otro grupo de 43 trabajadores permanece en la CROM ( CROM MEMORIAL / 1947).

### Haciendas y ranchos
La hacienda es un tipo de explotación agrícola que otorga bienes económicos y prestigio a sus propietarios, en su mayoría se conformaban con las tierras que los españoles habían quitado a sus antiguos dueños y concentraban toda la riqueza. En Cuitláhuac la influencia de las haciendas se dio en la forma siguiente.
1. San Juan de la Punta.- ( Trapiche Mesa ).- La hacienda estaba situada al oriente de Córdoba. En 1831 poseía 8 caballerías de tierra de la mejor calidad y era propiedad del Capitán Manuel Mesa. Cultivaba caña, tabaco, café, arroz, fríjol, maíz. ésta hacienda fue la base fundamental para la fundación de la población de Cuitlàhuac. Más tarde propiedad de Néstor Cuesta. Su hermano Jorge era dueño de los Ranchos Puente Chico y Sala de Agua o Rincón del Novillo.
2. San José de Abajo.- Hacienda propiedad de Cristóbal y Rodolfo Perdomo, estaba dedicada al Cultivo de la Caña y a fabricar azúcar.

### Organizaciones campesinas
En la década de los años veinte se formó el primer comité Agrario de Cuitláhuac adherido a la Liga de Comunidades Agrarias del estado de Veracruz fundada el 23 de marzo de 1923 bajo el liderazgo de Úrsulo Galván, José Cardel, Sostenes Blanco, Carolina Anaya.

### Restitución de tierras
En 1915 el ingeniero Nabor Cuervo, por disposición de la Comisión Local Agraria, visita San Juan de la Punta (Cuitláhuac), para estudiar la restitución de Tierras a los pueblos y el fraccionamiento de las haciendas y propiedades que permanezcan sin cultivar, para entregarlas a los pequeños agricultores y dotar de Ejidos a los que carecieran de ellos.
Como resultado y bandera principal de la Revolución de 1910 la distribución equitativa de la riqueza agroforestal, los campesinos de la Región comenzaron a tramitar el reparto agrario a través de la Comisión Agraria Mixta sobre la base de las siguientes solicitudes de tierras.
El 7/VII/1921, el poblado de Cuitláhuac, por medio del expediente 159, pide dotación de tierras. 9/VII/1921, el poblado de Mata Clara, por medio del expediente 160 pide dotación de tierras. El 24/V/1922, el poblado del Maguey por medio del expediente 237 A pide dotación de tierras. El 27/V/1922, el poblado de Ojo de Agua por medio del expediente 256 pide dotación de tierras. El 27/V/1922, el poblado de Dos Caminos, por medio del expediente 257 pide dotación de tierras. El 5/VII/1926 el poblado de Mata Naranjo, por medio del expediente 662, pide dotación de tierras. El 9/IV/1929, el poblado de San José de Abajo, hoy Ignacio Vallarta por medio del expediente 881 pide a la Comisión Agraria Mixta la dotación de tierras. El 8/XII/1933 el poblado de Santa Rosa, (Sala de Agua), por medio del expediente 2206 pide dotación de tierras. El 25/IV/1934, el poblado Cuajilote por medio del expediente 2235 pide dotación de tierras. 26/VI/1934 el poblado de la Piedra por medio del expediente 2260, pide dotación de tierras. El 27/VI/1934 el poblado de Tamarindo por medio del expediente 2262 pide dotación de tierra, ( no se autoriza la dotación). El 4 /VII/1934 el poblado de Trapiche Mesa por medio del expediente 2264 pide la dotación de tierras. El I/VIII/1934 el poblado del Manantial por medio del expediente 2278 pide dotación de tierras.
El 25/VII/1936 el poblado de Puente Chico, por medio del expediente 2778 pide dotación de tierras. El 15/VI/1937, el poblado de Cuitláhuac por medio del expediente 3031 pide dotación de tierras. El 30/III/1938 el poblado el tanque por medio del expediente 3267 pide dotación de tierras ( no procedió tal petición).
El 10/II/1939 el poblado la Pitahaya por medio del expediente 3437 pide dotación de tierras.
24/VII/1939 el poblado Cuajilote por medio del expediente 3522 pide ampliación de tierras.
20/III71941 el poblado de Dos Caminos por medio del expediente 3675 pide dotación de tierras. El 22 /I/1945 el poblado de El Zapote ( hoy Rincón Zapote), por medio del expediente 3896 piden ampliación de tierras.
El14/XI/1947 el poblado de Puente Chico por medio del expediente 4085 pide ampliación de tierras. El15/XI/1950 el poblado de Mata Naranjo por medio del expediente 4251 pide ampliación de tierras. El 8 /XII/1952 el poblado del Coyol por medio del expediente 4381 pide dotación de tierras. El 10/II/1954 el poblado de la Pitahaya por medio del expediente 4457 pide ampliación de tierras.
El 28/IX/1955 el poblado de Piedra Gorda por medio del expediente 4569 pide ampliación de tierras.
El 20/VII/1963 el poblado de Palma Sola por medio del expediente 5149 pide dotación de tierras (no fue acepta la petición).
El 15/I/1972 el poblado de Tres Encinos, por medio del expediente 6049 pide dotación de tierras ( no fue acepta la petición).

### Inicio y desarrollo de la reforma agraria
El 26 de abril de 1928, 56 campesinos del Maguey mediante resolución Presidencial, fue dotado de 448 ha, tomadas de la finca San Francisco de las mesillas y su anexo Puente Chico cuya extensión era de 2 149 ha, propiedad de Joaquín Roiz. ( gaceta Oficial del 22 de diciembre de 1928).
El 30 de noviembre de 1931, el poblado de San José mediante una resolución del Gobernador, fue dotado de 144 ha, tomadas de la hacienda San José de Abajo, propiedad de Cristóbal y Rodolfo Perdomo, 89 ha, y de la hacienda de los Ángeles de la Compañía Agrícola e Industrial los Ángeles S.A., 55 ha ( gaceta Oficial del 22 de diciembre de 1932). 
A la fecha la división de Ejidos en el Municipio de Cuitláhuac es la siguiente:
Ejido Superficie
Beneficiarios
Dos Caminos 435 57
Cuajilote 272 21
El Maguey 448 65
El Manantial 286 30
Rincón Zapote 206 35
Ignacio Vallarta 144 23
La Pithaya 276 21
Mata Clara 680 136
Mata Naranjo 600 60
Piedra Gorda 81 33
Puente Chico 93 21
San Juan de la Punta 700 60
División del Norte 294 40
Trapiche Meza 169 20
Fuente: SRA.